# Qoʻqon-Jome-Moschee

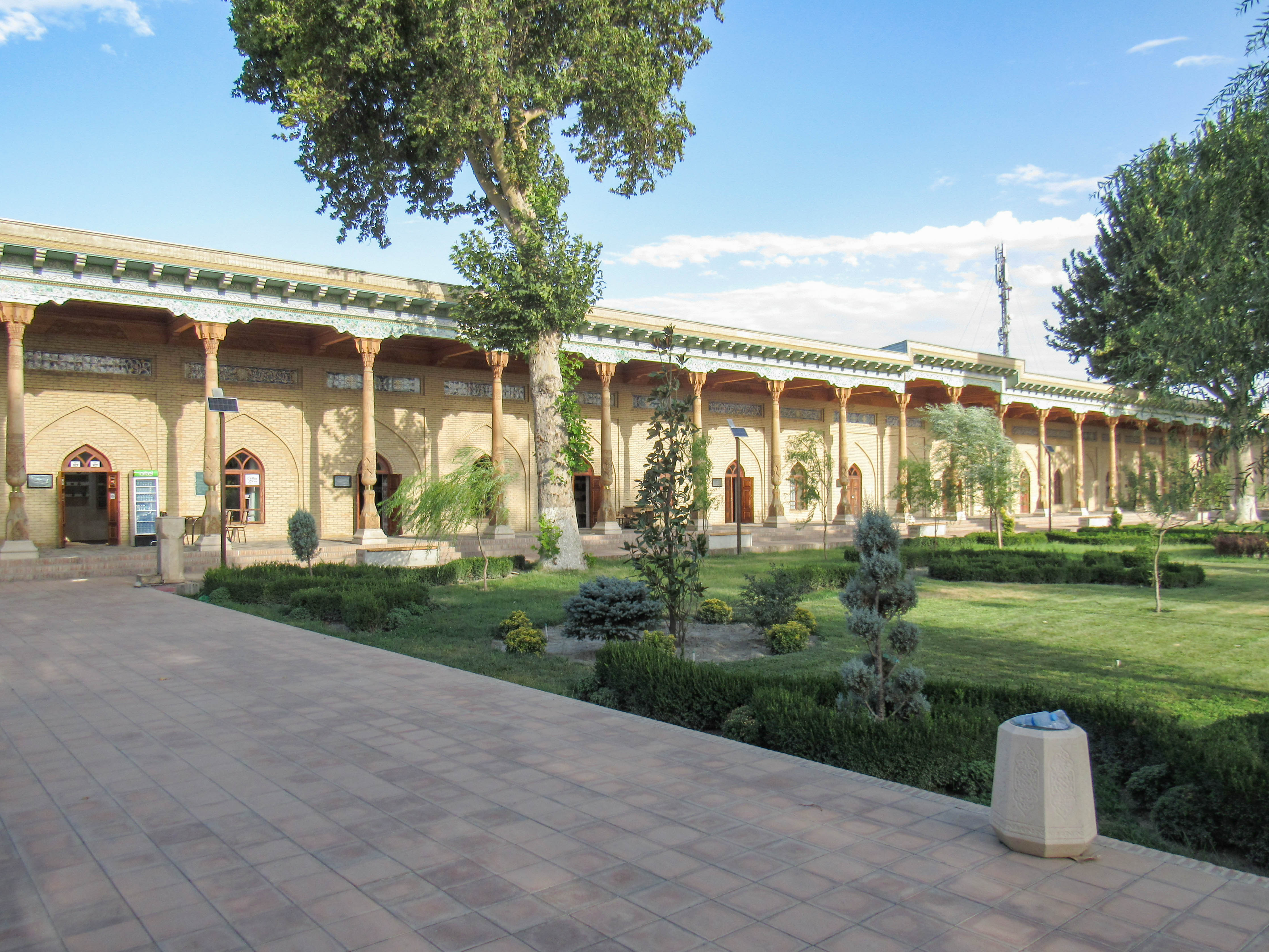
Qoʻqon-Jome-Moschee

Die Qoʻqon-Jome-Moschee ist ein architektonisches Denkmal auf dem Chorsu-Platz in Qoʻqon (Viloyat Fargʻona, Usbekistan). Sie wurde in den Jahren 1819–1822 auf Befehl des kokandischen Herrschers Umar Khan erbaut. Der Komplex besteht aus einer Moschee, einer Madrasa, einem Gebetsraum, einem Minarett und einem Tekke.
Heute ist sie als materielles Kulturerbe von republikanischer Bedeutung in Usbekistan eingetragen.

## Geschichte
Im Jahr 1805 begann der kokandische Herrscher Alim Khan mit dem Bau einer Kathedralenmoschee in Qoʻqon, aber der Bau wurde gestoppt. Im Jahr 1819 begann der nächste Herrscher des Khanats Kokand, Umar Khan, erneut mit dem Bau der Jome-Moschee. Die Bauleitung hatte ein bekannter Architekt aus Ura-Tjube. Unter seiner Leitung arbeiteten 200 Bauarbeiter. Zwei Jahre später war die Jome-Moschee fertiggestellt.

## Architektur
Die Jome-Moschee verfügt über einen großen Innenhof. Im westlichen Teil des Moscheehofs befindet sich ein großer Iwan (97,5 × 25,5 Meter), dessen Dach von 98 Säulen getragen wird, sowie ein Tekke. Die Säulen des Iwan sind Kunstwerke, fein bemalt mit Farben und Gold. Das Tekke ist mit einer kunstvollen Decke versehen. In der Mitte des Hofes befindet sich ein 22,5 Meter hoher Minarett. Das Minarett ist nicht zusätzlich verziert. Eine Wendeltreppe führt nach oben. Die Wände der Moschee zeigen noch heute Ganch-Schnitzereien, die einzigartig für das Ferganatal sind. Entlang des Hofes befanden sich Hudschras (Lehrzimmer), da die Madrase zur Moschee gehörte. Die Medrese war bis 1918 in Betrieb, die Moschee bis 1930.